# La Baby-Sitter (film, 1975)
Pour les articles homonymes, voir La Baby-sitter (homonymie).
Pour plus de détails, voir Fiche technique et Distribution.
La Baby-Sitter est un film franco-germano-italien réalisé par René Clément, sorti en 1975
C'est le dernier long métrage réalisé par René Clément.

## Synopsis
À Rome, Michelle et Anne sont colocataires depuis deux mois. Michelle fait de la sculpture moderne et aussi du baby-sitting pour arrondir ses fins de mois. Anne fait du cinéma, des tout petits rôles. Elle entre en conflit avec l'équipe de tournage, ne désirant plus tourner nue depuis un récent accident de voiture. En même temps Henderson l'homme d'affaires du richissime Cyrus Franklin s'intéresse à elle.
Anne accepte de participer à une machination qui devrait la venger de l'humiliation qu'on lui a fait subir. Elle prend la place de la baby-sitter du petit Boots, le fils de Franklin, le drogue, l'enlève et le dépose dans un lit dans une maison inoccupée. 
Michelle reçoit un coup de fil lui demandant de venir faire du baby-sitting dans cette maison qu'elle ne connait pas. Quand le petit se réveille, il confond Anne et Michelle, cette dernière met un certain temps à comprendre qu'elle est l'objet d'une machination. La baby-sitter et l'enfant se retrouvent ensemble prisonniers de cette maison, le téléphone coupé et sans moyens de communication avec l'extérieur.

## Fiche technique
- Titre : La Baby-Sitter
- Réalisation : René Clément
- Scénario : René Clément, Mark Peploe, Luciano Vincenzoni, Nicola Badalucco, d'après son histoire
- Chef-opérateur : Alberto Spagnoli
- Musique : Francis Lai
- Montage : Christiane Lack, Fedora Zincone
- Décors : Carlo Gervasi
- Costumes : Nadia Vitali
- Production : Jacques Bar, Carlo Ponti
- Production : 
  - En France : Cité Films
- Société(s) de distribution : Les Films Impéria
- Format :  couleur - 1,66:1 - 35 mm - son  Mono
- Genre : thriller
- Durée : 110 min
- Date de sortie : 
  - France : 15 octobre 1975
- Affiche : Jacques Vaissier (France)

## Distribution
- Maria Schneider	: Michelle
- Sydne Rome (VF : Evelyn Selena) : Ann
- Vic Morrow (VF : Jacques Berthier) : Vic, le ravisseur
- Robert Vaughn (VF : Gabriel Cattand) : Stuart Chase
- John Whittington : 'Boots' Peter Franklin, l'enfant
- Nadja Tiller (VF : Nadine Alari) : Lotte
- Carl Möhner : Cyrus Franklin (comme Karl Mohner)
- Clelia Matania : la voisine âgée
- Marco Tulli (VF : Henri-Jacques Huet) : Commissaire Trieste
- Armando Brancia (VF : Jacques Monod) : Inspecteur Carrara
- Georg Marischka (VF : Jean-Paul Moulinot) : Henderson
- Renato Pozzetto (VF : Patrick Préjean) : Gianni, le petit ami de Michelle